# 久留米 (郡山市)
久留米（くるめ）は、福島県郡山市に所在する町丁である。郵便番号は963-8846。

## 地理
郡山市役所本庁所管地域である市街中心部に属する。西から北にかけ大槻町、山崎、東で名倉、南で安積北井、安積町荒井とそれぞれ隣接する。市役所本庁所管区域の南西端部に位置する。東西に延びる一級水系阿武隈川水系南川右岸流域を範囲とし、東から一～六丁目が設置されている。住宅地の広がる地区であり、幹線道路沿いに商業施設や店舗が立ち並ぶ。久留米藩士族により開拓されたために付けられた地名を由来とする。久留米に所在する郡山警察署久留米交番、および大槻町に所在する郡山消防署針生救急所がそれぞれ管轄にあたる。

### 河川・湖沼
一級水系阿武隈川水系
- 南川

## 世帯数と人口
2024年1月1日現在の世帯数と人口は以下の通りである。
| 町丁   | 世帯数    | 人口    |
| ------ | --------- | ------- |
| 久留米 | 2,838世帯 | 6,361人 |

## 小・中学校の学区
市立小・中学校に通う場合、学区は以下の通りとなる。
| 番地                                                 | 小学校             | 中学校                 |
| ---------------------------------------------------- | ------------------ | ---------------------- |
| 一、二丁目                                           | 郡山市立桜小学校   | 郡山市立郡山第三中学校 |
| 三丁目                                               | 郡山市立柴宮小学校 | 郡山市立郡山第三中学校 |
| 四丁目6～105・107～209番地 五丁目11～23・47～183番地 | 郡山市立柴宮小学校 | 郡山市立郡山第一中学校 |
| 上記を除く全域                                       | 郡山市立柴宮小学校 | 郡山市立郡山第七中学校 |

## 交通

### 道路
- 国道4号あさか野バイパス
- 福島県道143号仁井田郡山線
- 一級市道30号荒井八山田線（内環状線）

## 施設等
- 久留米地域公民館
- 郡山久留米郵便局
- ブイチェーン 久留米店
- バースデイ 久留米店
- 久留米水天宮